# Iglesia de Santa María Magdalena (Riga)
La Iglesia de Santa María Magdalena (en letón: Svētās Marijas Magdalēnas Romas katoļu baznīca) es una iglesia católica en la ciudad de Riga, la capital del país europeo de Letonia. La iglesia está situada en la calle 4 Klostera y calle 2 Mazaja Pils.
Tiene un estilo barroco, y está localizada en el casco antiguo entre la catedral católica de Riga y el castillo, ahora la residencia oficial del presidente de Letonia.
La fecha exacta de la construcción de la primera iglesia se ignora, pero lo cierto es que esta data del final del siglo XIV. La iglesia fue construida para la abadía de monjas cistercienses instaladas en Riga.